# カロリーナ・デュアー
カロリーナ・マルセラ・ラクエル・デュアー（Carolina Marcela Raquel Duer、1978年8月5日 - ）は、ユダヤ系アルゼンチン人の女子プロボクサーである。ブエノスアイレス出身。元IBF女子世界バンタム級王者。元WBO女子世界バンタム級王者、元WBO女子世界ジュニアバンタム級王者。

## 来歴
2007年9月15日、Agustina del Valle Aybar戦でデビューし判定勝利。同じ相手をKOして連勝。
しかし、3戦目で初黒星を喫すると、3連敗。
2009年4月4日、Yanina Natalia Acunaにダイレクトリマッチで勝利して連敗を止める。以降は連勝。
2010年12月17日、10戦目でLoredana Piazzaと初代WBO女子世界ジュニアバンタム級王座を争い、3回にダウンを奪って判定で王座獲得。
2011年3月26日、Aziza Oubaitaに判定勝利して初防衛に成功。
2011年7月15日、Fleis Djendjiを1回TKOで倒し2度目の防衛成功。
2011年11月11日、Maria Jose Nunezを3回TKOで倒し3度目の防衛成功。
2012年3月3日、Milena Trontoを2回TKOで倒し4度目の防衛成功。
2012年7月6日、Corina Carlescuを5回TKOで倒し、5度目の防衛成功。
2012年10月26日、Marisa Johanna Portilloと対戦し、5連続KOは逃したものの大差判定で6度目の防衛成功。
2012年12月21日、復帰3戦目の元世界王者マルセラ・アクーニャとノンタイトルを行い、判定勝利。
2013年5月24日、サブリナ・ペレスと空位のWBO女子世界バンタム級王座を争うが、引き分け。
2013年7月26日、マイラ・ゴメスとWBO女子世界バンタム級王座を争い、判定勝利で2階級制覇達成。
2013年12月13日、Estrella Valverdeを判定で降しWBO女子世界バンタム級王座初防衛成功。
2014年7月18日、Ana Maria Lozanoを判定で降し2度目の防衛成功。
2016年8月26日、Aline ScaranelloとのIBF女子世界バンタム級暫定王座決定戦に臨み、TKOで暫定王座戴冠。後に正規王座昇格。
2017年8月4日、マリア・セシリア・ローマン相手にIBF王座初防衛戦に臨むが、1-2判定で敗れ王座陥落。

## 戦績
- 29戦20勝（6KO）7敗2分

## 獲得タイトル
- 初代WBO女子世界ジュニアバンタム級王座
- 第3代WBO女子世界バンタム級王座
- IBF女子世界バンタム級王座（暫定→正規）